# Niklas Engdahl
Niklas Sven Jan Engdahl, född 9 september 1974 i Engelbrekts församling i Stockholm, är en svensk skådespelare.

## Filmografi
- 1996 – Vänner och fiender (TV-serie)
- 1999 – Mamy Blue
- 2002 – Villospår
- 2004 – 6 Points
- 2005 – Kommissionen (TV-serie)
- 2006 – Att göra en pudel
- 2006 – Snapphanar
- 2006 – Tjocktjuven
- 2007 – Predikanten
- 2008 – Honungsfällan
- 2009 – G-Force
- 2009 – Maskeraden
- 2009 – Sommaren med Göran
- 2010 – Drottningoffret (TV-serie)
- 2010 – Good Girl
- 2011 – Medan allt annat händer
- 2012 – Portkod 1321 (TV-serie)
- 2012 – Solsidan (TV-serie)
- 2012 – Reset
- 2012 – Sammys äventyr 2
- 2013 – Återträffen
- 2013 – Kommissarien och havet (TV-serie)
- 2013 – Röjar-Ralf
- 2014 – Stockholm Stories
- 2014 – LasseMajas detektivbyrå – Stella Nostra
- 2015 – Welcome to Sweden (TV-serie) (gästroll)
- 2016 – Beck - Sista dagen (TV-serie)
- 2016 – Finaste familjen (TV-serie)
- 2017–2020 – Rebecka Martinsson (TV-serie)
- 2017 – Sommaren med släkten (TV-serie)
- 2017 – Fallet (TV-serie)
- 2017–2019 – Bonusfamiljen (TV-serie)
- 2018 – Beck - Ditt eget blod (TV-serie)
- 2019 – Den inre cirkeln (TV-serie)
- 2020 – Fullt hus (TV-serie)
- 2024 – Whiskey on the Rocks (TV-serie)
- 2025 – Kärlek fårever
- 2025 – Stenbeck (TV-serie)

## Teater

### Roller (ej komplett)
| År   | Roll             | Produktion                                                                                            | Regi                           | Teater                   |
| ---- | ---------------- | --- | ------------------------------ | ------------------------ |
| 2002 |                  | Hatten är din Mats Kjelbye                                                                            | Alexander Öberg                | Backa teater             |
| 2002 | Adam Brant       | Klaga månde Elektra (Mourning Becomes Electra) Eugene O'Neill                                         | Göran Stangertz                | Helsingborgs stadsteater |
| 2002 | Herr Tapper      | En julsaga (A Christmas Carol in Prose) Charles Dickens                                               | Fransesca Quartey              | Helsingborgs stadsteater |
| 2006 |                  | Ros mellan tänderna Christian Augrell                                                                 | Malin Stenberg                 | Bohusläns Teater         |
| 2006 | Pip Theo         | Three days of Rain Richard Greenberg                                                                  | Anders Björne                  | Playhouse Theater        |
| 2007 |                  | Demonernas port (羅生門, Rashōmon) Akutagawa Ryunosuke                                                | Bogdan Szyber och Carina Reich | Malmö stadsteater        |
| 2010 |                  | Negerns och hundarnas kamp (Combat de nègre et de chiens) Bernard-Marie Koltès                        | Sunil Munshi                   | Teater Giljotin          |
| 2011 | Frank            | Natten är dagens mor Lars Norén                                                                       | Björn Melander                 | Dramaten                 |
| 2013 | Johan            | Scener ur ett äktenskap Ingmar Bergman                                                                | Thomas Segerström              | Scensommar Visby         |
| 2014 | Oberon           | En midsommarnattsdröm (A Midsummer Night's Dream) William Shakespeare                                 | Anna Bergmann                  | Malmö stadsteater        |
| 2014 |                  | Frankenstein (Frankenstein; or, The Modern Prometheus) Mary Shelley                                   | Rikard Lekander                | Helsingborgs stadsteater |
| 2016 |                  | Den goda människan i Sezuan (Der gute Mensch von Sezuan) Bertolt Brecht                               | Sunil Munshi                   | Uppsala stadsteater      |
| 2017 |                  | How to become Swedish in 60 minutes (How to become Icelandic in 60 minutes) Bjarni Haukur Þórsson(en) | Sigurður Sigurjónsson          | Playhouse Theater        |
| 2022 | Greger Palmqvist | Sviten Denise Rudberg och Mikaela Bley                                                                | Lisa Ohlin                     | Intiman                  |